# Simon Schempp
Simon Schempp (Mutlangen, 16 novembre 1988) è un ex biatleta tedesco.

## Biografia
In Coppa del Mondo ha esordito l'11 marzo 2009 a Vancouver Whistler (24°), ha ottenuto il primo podio il 15 marzo successivo nella medesima località (3°) e la prima vittoria il 17 gennaio 2014 ad Anterselva.
In carriera ha preso parte a tre edizioni dei Giochi olimpici invernali, Vancouver 2010 (5° nella staffetta), Soči 2014 (15° nella sprint, 16° nell'individuale, 6° nell'inseguimento, 13° nella partenza in linea, 2° nella staffetta, squalificato nella staffetta mista) e Pyeongchang 2018 (7º nella sprint, 5º nell'inseguimento, 36º nell'individuale, 2º nella partenza in linea e 3º nella staffetta), e a cinque dei Campionati mondiali, vincendo otto medaglie.
Il 28 gennaio 2021, con un lungo post sulla sua pagina ufficiale Instagram, annuncia il ritiro dalle competizioni dopo diversi infortuni capitatigli negli ultimi anni.

## Palmarès

### Olimpiadi
- 3 medaglie:
  - 2 argenti (staffetta a Soči 2014; partenza in linea a Pyeongchang 2018)
  - 1 bronzo (staffetta a Pyeongchang 2018)

### Mondiali
- 8 medaglie:
  - 4 ori (staffetta mista[2] a Chanty-Mansijsk 2010; staffetta[2] a Kontiolahti 2015; partenza in linea[2], staffetta mista[2] a Hochfilzen 2017)
  - 2 argenti (staffetta[2]; staffetta mista[2] a Oslo Holmenkollen 2016)
  - 2 bronzi (staffetta[2] a Ruhpolding 2012; staffetta[2] a Nové Město na Moravě 2013)

### Mondiali juniores
- 5 medaglie:
  - 2 ori (staffetta a Val Martello 2007; staffetta a Canmore 2009)
  - 1 argento (inseguimento a Canmore 2009)
  - 2 bronzi (inseguimento a Val Martello 2007; staffetta a Ruhpolding 2008)

### Coppa del Mondo
- Miglior piazzamento in classifica generale: 4º nel 2015 e nel 2016
- 44 podi (24 individuali, 20 a squadre), oltre a quelli conquistati in sede iridata e validi anche ai fini della Coppa del Mondo:
  - 13 vittorie (11 individuali, 2 a squadre)
  - 20 secondi posti (11 individuali, 9 a squadre)
  - 11 terzi posti (2 individuali, 9 a squadre)

#### Coppa del Mondo - vittorie
| Data             | Località        | Nazione  | Spec.                                                         |
| ---------------- | --------------- | -------- | ------------------------------------------------------------- |
| 17 gennaio 2014  | Anterselva      | Italia   | SP                                                            |
| 18 gennaio 2014  | Anterselva      | Italia   | PU                                                            |
| 18 gennaio 2015  | Ruhpolding      | Germania | MS                                                            |
| 22 gennaio 2015  | Anterselva      | Italia   | SP                                                            |
| 24 gennaio 2015  | Anterselva      | Italia   | PU                                                            |
| 11 dicembre 2015 | Hochfilzen      | Austria  | PU                                                            |
| 17 dicembre 2015 | Pokljuka        | Slovenia | SP                                                            |
| 19 dicembre 2015 | Pokljuka        | Slovenia | PU                                                            |
| 22 gennaio 2016  | Anterselva      | Italia   | SP                                                            |
| 7 febbraio 2016  | Canmore         | Canada   | MX (con Franziska Hildebrand, Franziska Preuß e Arnd Peiffer) |
| 19 marzo 2016    | Chanty-Mansijsk | Russia   | PU                                                            |
| 8 gennaio 2017   | Oberhof         | Germania | MS                                                            |
| 21 gennaio 2017  | Anterselva      | Italia   | RL (con Erik Lesser, Benedikt Doll e Arnd Peiffer)            |

Legenda:

SP = sprint

PU = inseguimento

MS = partenza in linea

RL = staffetta

MX = staffetta mista